# Az-Zarqa
az-Zarqa (arabiska: الزرقاء, az-Zarqāʼ, "den blå"), eller Zarqa, är en stad i Jordanien, belägen omkring 23 kilometer norr om Amman. Staden är landets näst största, med 421 000 invånare år 2002. Den är huvudstad i provinsen az-Zarqa.
az-Zarqa växte kraftigt från 1950-talet på grund av den stora militärbasen i staden, industrins utveckling och inflyttningen av flyktingar från Palestina. Palestinierna utgör omkring 60 till 70 procent av befolkningen.